# Scontri di Chongqing (1966-1968)

Gli scontri di Chongqing avvenuti tra il 1966 e il 1968 furono una serie di eventi violenti che caratterizzarono la città di Chongqing nel corso della Rivoluzione culturale cinese. Le violenze furono dapprima indirizzate verso i funzionari locali e di partito, per poi svilupparsi in uno scontro armato tra due grandi fazioni ribelli della città. Il numero totale delle vittime è sconosciuto, ma si stima che sia di almeno 1.700.

## I fatti

### I primi movimenti ribelli (1966)
In seguito alla Circolare del 16 maggio (data ufficiale d’inizio della rivoluzione culturale) e alla formazione del primo nucleo di Guardie rosse a Pechino, le autorità della provincia del Sichuan rilasciarono delle linee guida riguardo a come implementare le istruzioni del Comitato centrale del Partito Comunista Cinese. Al contrario del documento del Partito Comunista Cinese, le autorità del Sichuan non individuarono nei cosiddetti “devianti verso il capitalismo” il bersaglio della nuova campagna politica, supportando invece la denuncia delle persone dal “pensiero incorretto” in ambito culturale e ideologico. Le autorità locali di Chongqing seguirono le istruzioni provinciali, organizzando delle squadre di lavoro di partito da inviare presso le scuole e università della città, in modo da contenere sin da subito eventuali ribellioni studentesche. La prima squadra di lavoro venne inviata all’Università di Chongqing l’8 giugno 1966, suscitando malumori tra gli studenti, i quali diedero vita alle prime formazioni ribelli. Il 15 agosto, i ribelli dell’università denunciarono pubblicamente le squadre di lavoro politico e il segretario di partito di Chongqing; questo primo scontro tra ribelli e autorità divenne simbolico, dando il nome ad una delle maggiori organizzazioni ribelli di Chongqing: “15 agosto”. Un secondo grande gruppo di ribelli, sorto da un nucleo iniziale del College degli Insegnanti, prese invece il nome di “31 agosto”.
Mentre le autorità municipali trattavano i gruppi ribelli come controrivoluzionari, da Pechino Mao Zedong dava loro supporto, definendoli veri eroi rivoluzionari. In settembre, i rappresentanti dei ribelli partirono per la capitale per ricevere un riconoscimento formale della propria attività, che ottennero da parte del Gruppo centrale per la Rivoluzione culturale.
A differenza di quanto avvenuto a Pechino, le Guardie Rosse di Chongqing vennero create sotto la diretta supervisione delle autorità per contrastare le formazioni dei ribelli. Il 7 settembre 1966, Li jingquan, segretario del partito nel Sichuan, ordinò ai rappresentanti degli studenti di Chongqing di formare un gruppo di Guardie Rosse, trovando reclute tra le cinque categorie rosse. L’organizzazione venne inaugurata ufficialmente il giorno successivo, arrivando a contare trenta mila membri dopo una sola settimana.
Questa linea di difesa del partito di Chongqing ebbe però breve durata. Dopo un violento scontro con il movimento “15 agosto” avvenuto il 4 dicembre presso lo stadio Datianwan, la reputazione delle Guardie Rosse di Chongqing venne danneggiata dall’abile propaganda locale e nazionale compiuta dai ribelli, soprattutto attraverso il neonato giornale “Bollettino di guerra del gruppo 15 agosto”.

### Moderati contro radicali (1967-1968)
Emulando il Comitato rivoluzionario di Shanghai, il 24 gennaio 1967 la maggioranza delle formazioni ribelli di Chongqing, guidate dal gruppo “15 agosto” e dalla guarnigione locale dell'esercito Popolare di Liberazione, diedero vita al Comitato rivoluzionario unito di Chongqing e presero il controllo degli apparati amministrativi e di partito. La partecipazione dei militari venne condannata dai ribelli radicali riuniti attorno al gruppo “31 agosto”. Vennero così a formarsi due grandi fazioni in lotta tra loro: la maggioranza moderata del Comitato unito, guidata dal gruppo “15 agosto”, contro la minoranza radicale che decise di chiamarsi “Ribelli fino alla fine”, guidata dal gruppo “31 agosto”. Gli scontri verbali e fisici tra le due fazioni segnarono i mesi di febbraio e di marzo, ma a risultare vincitori furono i moderati, soprattutto grazie al supporto della guarnigione militare.
Il 1º aprile 1967 Mao Zedong prese posizione contro questa soppressione dei radicali, definendo illegittime le azioni moderate. Rinvigoriti dalle parole di Pechino, i radicali si riorganizzarono e ricominciarono l’offensiva armata. Il conflitto tra le due fazioni si protrasse fino al 15 ottobre 1968, con violenti scontri nelle strade, nelle fabbriche e nelle scuole. Entrambi gli schieramenti si organizzarono in modo militare, stabilendo basi di comando militare in punti chiave della città, ma anche nelle vicine montagne, prendendo a modello la guerriglia condotta dai comunisti prima del 1949. La presenza di otto grandi industrie di armamenti e munizioni a Chongqing contribuì a rendere particolarmente violenti gli scontri: gli schieramenti rivali misero in campo fucili, artiglieria pesante, mezzi corazzati e perfino navi da combattimento improvvisate lungo i fiumi Azzurro e Jialing.
Nel corso del 1968 la fase violenta e degli scontri armati della rivoluzione culturale si spense progressivamente in tutta la Cina. Il 15 ottobre 1968 entrambe le fazioni di Chongqing annunciarono il proprio scioglimento; i loro rappresentanti, riunitisi nel Comitato Rivoluzionario Municipale di Chongqing, dichiararono ufficialmente conclusa la “guerra del popolo” della Rivoluzione culturale.

## Il ricordo

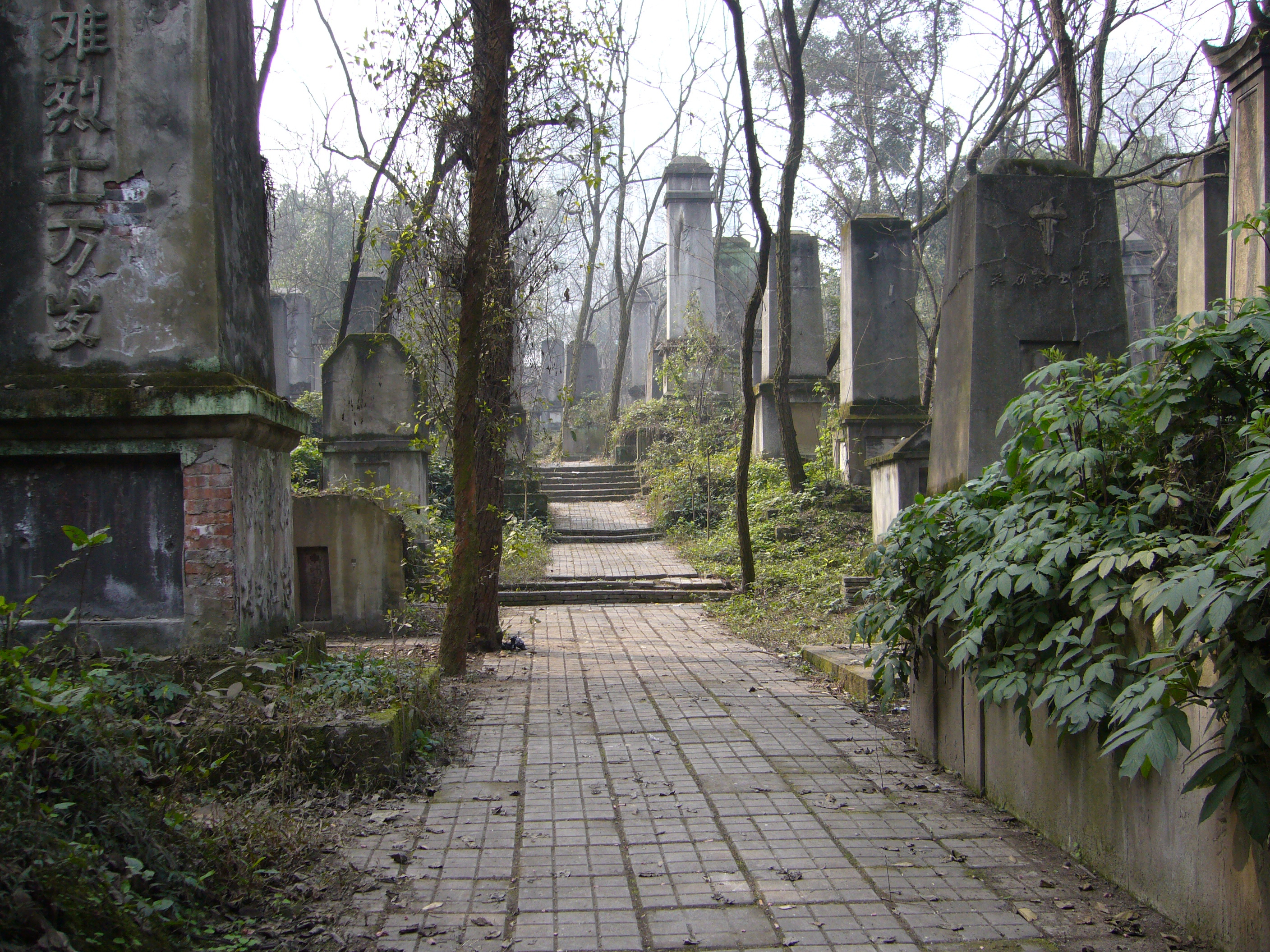
Il cimitero delle Guardie Rosse di Chongqing.

Il cimitero dedicato alle Guardie Rosse di Chongqing venne utilizzato dal gruppo "15 agosto" per seppellire i propri caduti a partire da luglio 1967. Il luogo divenne subito un simbolo positivo per ricordare i martiri rivoluzionari. Con l'ascesa al potere di Deng Xiaoping e del nuovo governo riformista in Cina, il giudizio nei confronti della rivoluzione culturale e delle Guardie Rosse mutò in negativo, portando all'abbandono dei luoghi della memoria dedicati ai caduti. Dagli inizi del nuovo millennio, però, le autorità cinesi hanno ripreso a ricordare i caduti della rivoluzione culturale, seppur evitando di celebrarne l'aspetto rivoluzionario o di martirio, ma semplicemente come vite distrutte da un periodo buio della storia nazionale.
Nel dicembre del 2009, il cimitero delle Guardie Rosse di Chongqing è diventato il primo sito della Cina ad essere riconosciuto come patrimonio culturale della Rivoluzione Culturale da parte delle autorità.